# 高橋英明
高橋 英明（たかはし ひであき、1983年8月24日 - ）は、日本の元ラグビー選手。

## プロフィール
- 岩手県出身。
- ポジションはプロップ(PR)。
- 身長 178cm、体重 103kg

## 略歴
2002年、黒沢尻工業高校卒業後、日本大学に入る。
2006年、日本大学卒業後、リコーブラックラムズに加入。
2008年9月14日に行われたトップイーストリーグ１１第2節の秋田ノーザンブレッツラグビーフットボールクラブ戦に先発出場で公式戦初出場を果たした。
2010年、リコーブラックラムズの副将に就任した。
2015年、現役を引退した。